# Совині
Совині (Striginae) — підродина совоподібних птахів родини совових (Strigidae). Включає 138 видів. Підродина включає види, що зустрічаються по всьому світу (крім Антарктиди).

## Роди
- Сплюшка (Otus) — 58 видів
- Сіра сплюшка (Ptilopsis) — 2 види
- Megascops — 25 видів
- Канадська сплюшка (Psiloscops) — 1 вид
- Кубинська сплюшка (Margarobyas) — 1 вид
- Сова-рогань (Lophostrix) — 1 вид
- Неотропічна сова (Pulsatrix) — 3 види
- Сова (Strix) — 22 види
- Африканська сова-рогань (Jubula) — 1 вид
- Пугач (Bubo) — 10 видів
- Пугач-рибоїд (Ketupa) — 3 види
- Сова-рибоїд (Scotopelia) — 3 види
- Пуерто-риканська сплюшка (Gymnasio) — 1 вид

Вимерлі
- Рід Mascarenotus — Маскаренські сови, вимерли до 1850 року
- Oraristrix